# Air International
Air International je britský časopis věnovaný letectví a pokrývající tematiku současného vojenského i civilního letectví. Existuje od roku 1971 a v současnosti je vydáván společností Key Publishing Ltd.

## Historie a profil
Časopis začal vycházet v červnu 1971 pod názvem Air Enthusiast. V lednu 1974 se název změnil na Air Enthusiast International a konečně v červenci 1974 na Air International.
Vydavatelem časopisu je společnost Key Publishing Limited a jeho sídlem je Stamford v Lincolnshiru.
Mezi sesterské publikace patří AirForces Monthly, Airliner World, Airports International, FlyPast a před rokem 2007 i Air Enthusiast.